# Paparazzi

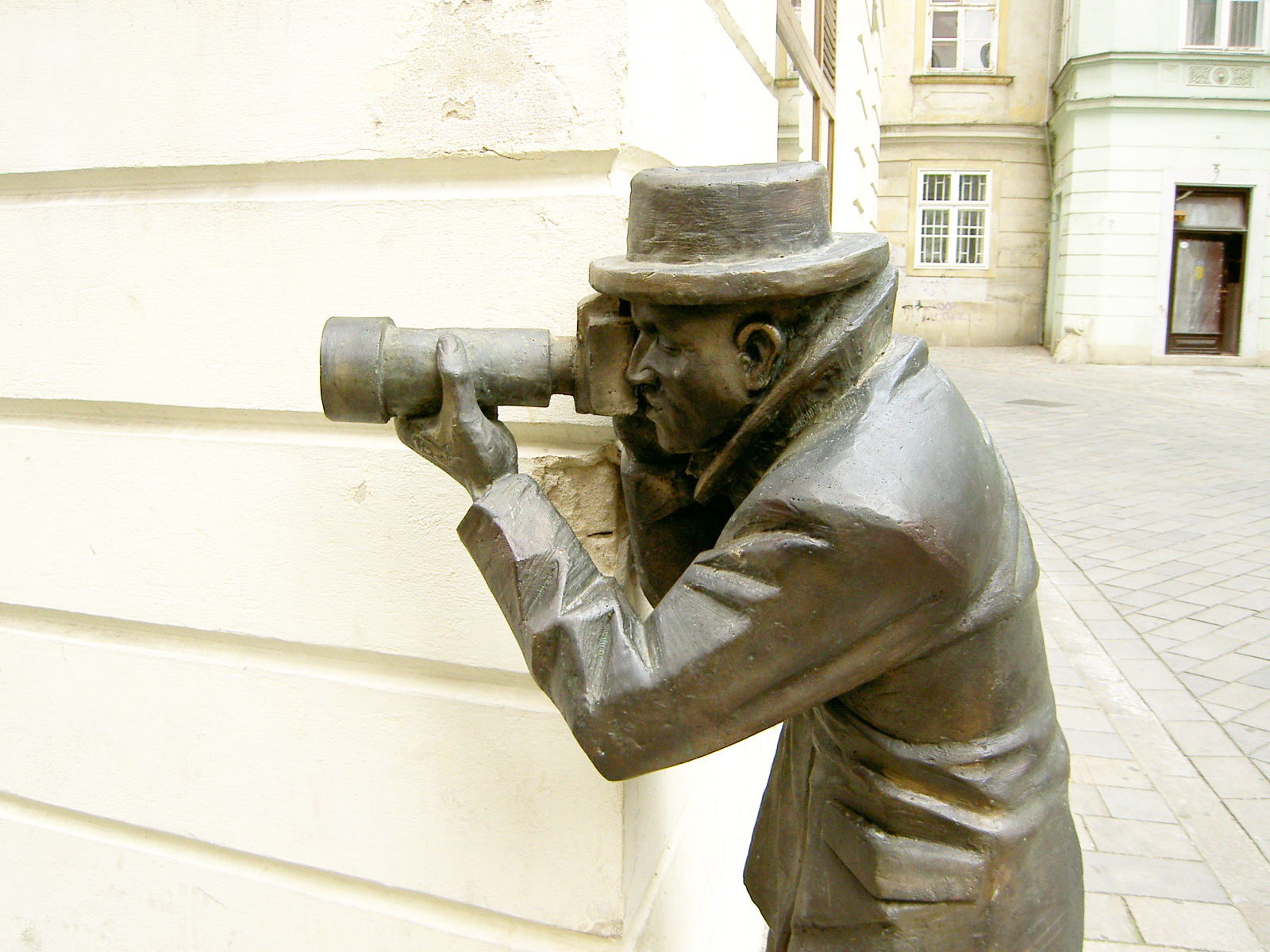
Estatua de un paparazi en Bratislava, Eslovaquia

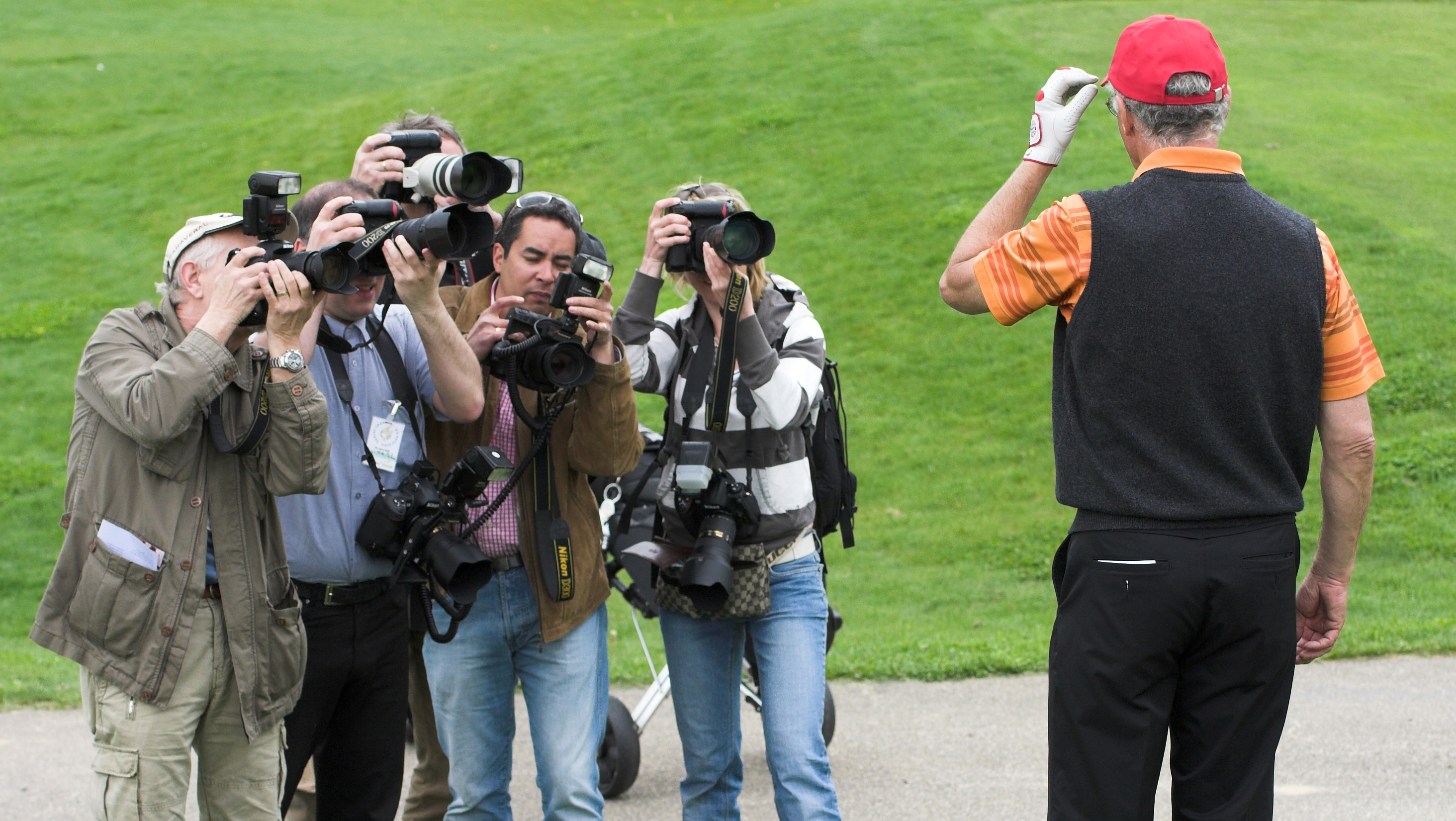
El fallecido futbolista Franz Beckenbauer en frente de algunos paparazis

Un paparazzi, paparazi o paparachi es una persona que tiene una conducta de fisgón, entrometido y sin escrúpulos mientras ejerce su oficio de fotógrafo, tomando fotos de celebridades sin su consentimiento. Los paparazis han provocado la molestia de figuras públicas y se les ha acusado de provocar accidentes, como el de la princesa Diana de Gales.

## Descripción
Los paparazis son, en su mayoría, fotógrafos independientes no afiliados a organizaciones de medios. Las fotos tomadas generalmente se hacen aprovechando las oportunidades cuando tienen avistamientos de celebridades o personas de alto perfil a las que están rastreando. Algunos expertos han descrito el comportamiento de los paparazis como sinónimo de acecho, y los proyectos de ley contra el acecho en muchos países abordan el problema al reducir el acoso a figuras públicas y celebridades, especialmente a sus hijos. Algunas figuras públicas y personalidades han expresado su preocupación por la medida en que los paparazis invaden su espacio personal. En los últimos tiempos se han incrementado las interposiciones y recepciones de apoyos judiciales a órdenes de alejamiento contra paparazis, así como demandas con sentencias en su contra.
El oficio del paparazi es difícil, ya que se gasta mucho en viajes y traslados. Para localizar figuras públicas además es necesario contar con los denominados «corredores de estrellas», que informen de la localización de las figuras públicas. Por otro lado, la introducción masiva a principios del siglo XXI de la fotografía digital acrecentó el número de paparazis ya que la tecnología facilita los costos de revelado o compra de rollos fotográficos. Es común encontrar en páginas de Internet, gratuitas o de costo, fotos de celebridades en situaciones incómodas, desde simples accidentes o descuidos físicos hasta desnudos o escenas sexuales.
El salario de un paparazi puede variar según el trabajo que haya logrado y se pueden distinguir en dos clases, «contratados» o «independientes».
- Los contratados son aquellos que trabajan para revistas en empleos fijos que son asalariados con una cuota mensual de fotos.
- Los independientes son los que realizan sus fotografías en cualquier lugar sin apoyo de ninguna compañía y buscan editoriales de revistas o páginas web según sea la conveniencia de pago por el trabajo.

## Etimología
El término es de origen italiano y proviene del nombre del personaje Paparazzo de la célebre película de Federico Fellini llamada La dolce vita, y por eso tras la película se denominó así a los fotógrafos de la denominada prensa rosa. Fellini explicó que paparazzo era el apelativo de su amigo y compañero de banco en la escuela primaria de su ciudad natal, Rimini. En dialecto, paparazzo quiere decir «mosquito» y entre los niños se motejaba con ese nombre a los que hablaban atropelladamente, como el zumbido de un mosquito, y eran muy inquietos, nerviosos, molestos y que interrumpían a los demás. De todas maneras, Fellini se divertía dando diversas versiones sobre el origen del nombre de su personaje.